# Access Slope
Die Access Slope (frei übersetzt: Zugangssteilhang) ist ein Eishang zwischen dem Nordende des Gebirgskamms Lindstrom Ridge und dem Tether Rock in den Meteorite Hills der Darwin Mountains.
Sie befindet sich am Westende des Circle-Eisfalls in den Darwin-Gletscher und stellt den einzig gangbaren Aufstieg (englisch: access) über den Eisfall dar. Die deskriptive Benennung nahm die Darwin-Gletscher-Mannschaft der Commonwealth Trans-Antarctic Expedition (1955–1958) vor, die als Erste einen Abstieg über diese Route wagte.